# Stephanie Rice
Stephanie Rice (ur. 17 czerwca 1988 w Brisbane), australijska pływaczka, trzykrotnie złota medalistka igrzysk olimpijskich z Pekinu, pięciokrotna medalistka mistrzostw świata, rekordzistka świata.
Największy dotychczasowy sukces odniosła na igrzyskach olimpijskich w Pekinie, zdobywając 10 sierpnia 2008 złoty medal w wyścigu na 400 m stylem zmiennym i ustanawiając rekord świata wynikiem 4:29,45 min. Trzy dni później zdobyła również złoto na dystansie dwukrotnie krótszym, poprawiając ponownie światowy rekord wynikiem 2:08,45 min. Dzięki sukcesowi, jaki odniosła w Pekinie została wybrana najlepszą pływaczką na świecie w 2008 r.
26 stycznia 2009 roku została odznaczona Orderem Australii.
Rice była związana z Eamonem Sullivanem, australijskim pływakiem. Para rozstała się po igrzyskach olimpijskich w 2008 r. w Pekinie.
Od 2010 r. Rice jest związana z Quadem Cooperem, australijskim rugbystą.

## Rekordy świata
| Data             | Miejsce | Konkurencja           | Rezultat | Status                         |
| ---------------- | ------- | --------------------- | -------- | ------------------------------ |
| 25 marca 2008    | Sydney  | 200 m stylem zmiennym | 2:08,92  | do 13 sierpnia 2008            |
| 13 sierpnia 2008 | Pekin   | 200 m stylem zmiennym | 2:08,45  | do 26 lipca 2009 Ariana Kukors |
| 22 marca 2008    | Sydney  | 400 m stylem zmiennym | 4:31,46  | do 12 lipca 2008 Katie Hoff    |
| 10 sierpnia 2008 | Pekin   | 400 m stylem zmiennym | 4:29,45  | do 28 lipca 2012 Ye Shiwen     |

## Wyróżnienia
- 2008: najlepsza pływaczka roku w Australii
- 2008: najlepsza pływaczka roku na świecie

## Odznaczenia
- Order of Australia (26 stycznia 2009)